# Van Andel Arena

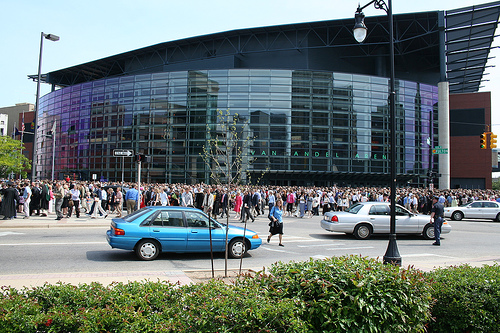
De Van Andel Arena

De Van Andel Arena is  een multifunctionele overdekte evenementenhal met 10.834 zitplaatsen in Grand Rapids, Michigan.
De Van Andel Arena werd op 8 oktober 1996 geopend. Het is het thuisstadion van de Grand Rapids Griffins (ijshockeyteam). De Grand Rapids Rampage (Arena Football) speelde er van 1998 tot 2008. Naast sportwedstrijden vinden er ook muziekoptredens in de Van Andel Arena plaats.